# Équipe d'Australie masculine de volley-ball
L'équipe d'Australie de volley-ball est composée des meilleurs joueurs australiens sélectionnés par la Fédération australienne de volley-ball (Australian Volleyball Federation, AVF). Elle est classée au 38e rang de la Fédération internationale de volley-ball au 19 juillet 2022.
L'Australie a remporté un seul titre important, le Championnat d'Asie et d'Océanie en 2007.

## Sélection actuelle
| No                                           | Nom                                          | Date de naissance                            | Taille                       | Poids                        | Poste                        |
| -------------------------------------------- | -------------------------------------------- | -------------------------------------------- | ---------------------------- | ---------------------------- | ---------------------------- |
| 1                                            | Aidan Zingel                                 | 19 novembre 1990                             | 207                          | 100                          | Central                      |
| 2                                            | Jacob Guymer                                 | 21 juin 1993                                 | 203                          | 100                          | Central                      |
| 3                                            | Nathan Roberts                               | 17 février 1986                              | 199                          | 90                           | Réceptionneur-attaquant      |
| 4                                            | Paul Sanderson                               | 7 janvier 1986                               | 195                          | 94                           | Réceptionneur-attaquant      |
| 5                                            | Travis Passier                               | 26 avril 1989                                | 206                          | 99                           | Central                      |
| 6                                            | Thomas Edgar                                 | 21 juin 1989                                 | 212                          | 106                          | Attaquant                    |
| 7                                            | Harrison Peacock                             | 31 janvier 1991                              | 192                          | 87                           | Passeur                      |
| 8                                            | Lewis McDonald                               | 20 janvier 1995                              | 180                          | 79                           | Libero                       |
| 9                                            | Adam White                                   | 8 novembre 1989                              | 203                          | 89                           | Réceptionneur-attaquant      |
| 10                                           | Benjamin Bell                                | 24 février 1990                              | 200                          | 92                           | Passeur                      |
| 11                                           | Luke Perry                                   | 20 novembre 1995                             | 180                          | 75                           | Libero                       |
| 12                                           | Nehemiah Mote                                | 21 juin 1993                                 | 204                          | 91                           | Central                      |
| 13                                           | Samuel Walker                                | 19 février 1995                              | 208                          | 90                           | Réceptionneur-attaquant      |
| 14                                           | Grigory Sukochev                             | 18 février 1988                              | 196                          | 86                           | Passeur                      |
| 15                                           | Thomas Douglas-Powell                        | 16 septembre 1992                            | 194                          | 82                           | Réceptionneur-attaquant      |
| 16                                           | Luke Smith                                   | 30 août 1990                                 | 204                          | 95                           | Central                      |
| 17                                           | Paul Carroll                                 | 16 mai 1986                                  | 207                          | 98                           | Réceptionneur-attaquant      |
| 18                                           | Lincoln Williams                             | 6 octobre 1993                               | 200                          | 104                          | Attaquant                    |
| 19                                           | Jordan Richards                              | 25 septembre 1993                            | 193                          | 80                           | Réceptionneur-attaquant      |
| 20                                           | Alexander McMullin                           | 1er août 1995                                | 201                          | 76                           | Réceptionneur-attaquant      |
| 21                                           | Arshdeep Dosanjh                             | 30 juillet 1996                              | 205                          | 85                           | Passeur                      |
| 22                                           | Trent O'Dea                                  | 11 mai 1994                                  | 201                          | 98                           | Central                      |
|                                              |                                              |                                              |                              |                              |                              |
| Encadrement technique                        | Encadrement technique                        |                                              | Légende                      | Légende                      | Légende                      |
| Entraîneur : Jon Emili Uriarte               | Entraîneur : Jon Emili Uriarte               | Entraîneur : Jon Emili Uriarte               | : Capitaine                  | : Capitaine                  | : Capitaine                  |
| Entraîneur(s) adjoint(s) : Daniel John Ilott | Entraîneur(s) adjoint(s) : Daniel John Ilott | Entraîneur(s) adjoint(s) : Daniel John Ilott | : Joueur blessé actuellement | : Joueur blessé actuellement | : Joueur blessé actuellement |
| Manager général : Giorgio Poetto             |                                              |                                              |                              |                              |                              |

| Équipe type : Australie                                                                              |
| \| Sukochev · # 14 Carroll · # 17 Zingel · # 1 Edgar · # 6 White · # 9 Passier · # 5 Perry · # 11 \| |
| Sukochev · # 14 Carroll · # 17 Zingel · # 1 Edgar · # 6 White · # 9 Passier · # 5 Perry · # 11       |

| Sukochev · # 14 Carroll · # 17 Zingel · # 1 Edgar · # 6 White · # 9 Passier · # 5 Perry · # 11 |

## Palmarès et parcours

### Palmarès
- Championnat d'Asie et d'Océanie (1)
  - Vainqueur : 2007
  - Finaliste : 1999, 2001, 2019
  - Troisième : 1997

### Parcours

#### Jeux Olympiques
| - 1964 : non qualifié - 1968 : non qualifié - 1972 : non qualifié - 1976 : non qualifié - 1980 : non qualifié - 1984 : non qualifié - 1988 : non qualifié - 1992 : non qualifié - 1996 : non qualifié - 2000 : 8e | - 2004 : 11e - 2008 : non qualifié - 2012 : 9e - 2016 : non qualifié - 2020 : non qualifié |

#### Championnats du monde
| - 1949 : non participant - 1952 : non participant - 1956 : non participant - 1960 : non participant - 1962 : non participant - 1966 : non participant - 1970 : non participant - 1974 : non participant - 1978 : non participant - 1982 : 22e | - 1986 : non participant - 1990 : non participant - 1994 : non participant - 1998 : 18e - 2002 : 19e - 2006 : 21e - 2010 : 19e - 2014 : 15e - 2018 : 13e |

#### Ligue mondiale
| - 1990 : non participant - 1991 : non participant - 1992 : non participant - 1993 : non participant - 1994 : non participant - 1995 : non participant - 1996 : non participant - 1997 : non participant - 1998 : non participant - 1999 : 10e | - 2000 : non participant - 2001 : non participant - 2002 : non participant - 2003 : non participant - 2004 : non participant - 2005 : non participant - 2006 : non participant - 2007 : non participant - 2008 : non participant - 2009 : non participant | - 2010 : non participant - 2011 : non participant - 2012 : non participant - 2013 : non participant - 2014 : 5e - 2015 : 8e - 2016 : 12e - 2017 : 16e |

#### Ligue des nations
| - 2018 : 13e - 2019 : 13e - 2021 : 16e - 2022 : 16e |

#### Coupe du monde
| - 1965 : non participant - 1969 : non participant - 1977 : non participant - 1981 : non participant - 1985 : non participant - 1989 : non participant - 1991 : non participant - 1995 : non participant - 1999 : non participant - 2003 : non participant | - 2007 : 8e - 2011 : non participant - 2015 : 9e - 2019 : 11e |

#### World Grand Champions Cup
| - 1993 : non participante - 1997 : 6e - 2001 : non participante - 2005 : non participante - 2009 : non participante - 2013 : non participante - 2017 : non participante |

#### Championnat d'Asie et d'Océanie
| - 1975 : 4e - 1979 : 4e - 1983 : 6e - 1987 : 6e - 1989 : 10e - 1991 : 4e - 1993 : 6e - 1995 : 5e - 1997 : 3e - 1999 : Finaliste | - 2001 : Finaliste - 2003 : 4e - 2005 : 8e - 2007 : Vainqueur - 2009 : 7e - 2011 : 4e - 2013 : 5e - 2015 : 5e - 2017 : 8e - 2019 : Finaliste | - 2021 : 6e |

#### Coupe  d'Asie
| - 2008 : 5e - 2010 : 5e - 2012 : 7e - 2014 : 7e - 2016 : 6e - 2018 : 6e |